# テトラクロマット
テトラクロマットは、日本の演劇ユニット。2012年に旗揚げされた。創立メンバーは演出の福島敏朗、脚本の坂口理子、俳優の源。
テトラクロマットの語源、四色型色覚者 (tetrachromat)が、通常の人間より100倍色を認識できるところから発想を得て『普段見えないものを見せる演劇』を目指している。

シンプルな舞台で、身体表現を駆使しライブでしか味わえない表現を追求している。

## メンバー
- 福島敏朗　主宰演出・CMディレクター、脚本家。 第３回WOWOWシナリオ大賞を受賞
- 坂口理子　脚本・数々の脚本賞を受賞。「かぐや姫の物語」共同脚本など活躍
- 源　　　　看板俳優・肉体派モデルとしても活躍

## 上演作品
- 2013年　「銀河廃線〜あの夜、僕は汽車から降りた〜」　恵比寿・エコー劇場
- 2014年　「花の下にて」　東京芸術劇場シアターウエスト
- 2016年　「風は垂てに吹く」　吉祥寺シアター